# Jim Hodges
James Hovis "Jim" Hodges, född 19 november 1956 i Lancaster i South Carolina, är en amerikansk demokratisk politiker. Han var South Carolinas guvernör 1999–2003.
Hodges studerade vid Davidson College och University of South Carolina. Efter juristexamen 1982 inledde han sin karriär som advokat.
Hodges efterträdde 1999 David Beasley som South Carolinas guvernör och efterträddes 2003 av Mark Sanford.